# Anomobryum kashmirense
Anomobryum kashmirense là một loài Rêu trong họ Bryaceae. Loài này được (Broth.) Broth. mô tả khoa học đầu tiên năm 1903.